# Jobbágyfelszabadítás

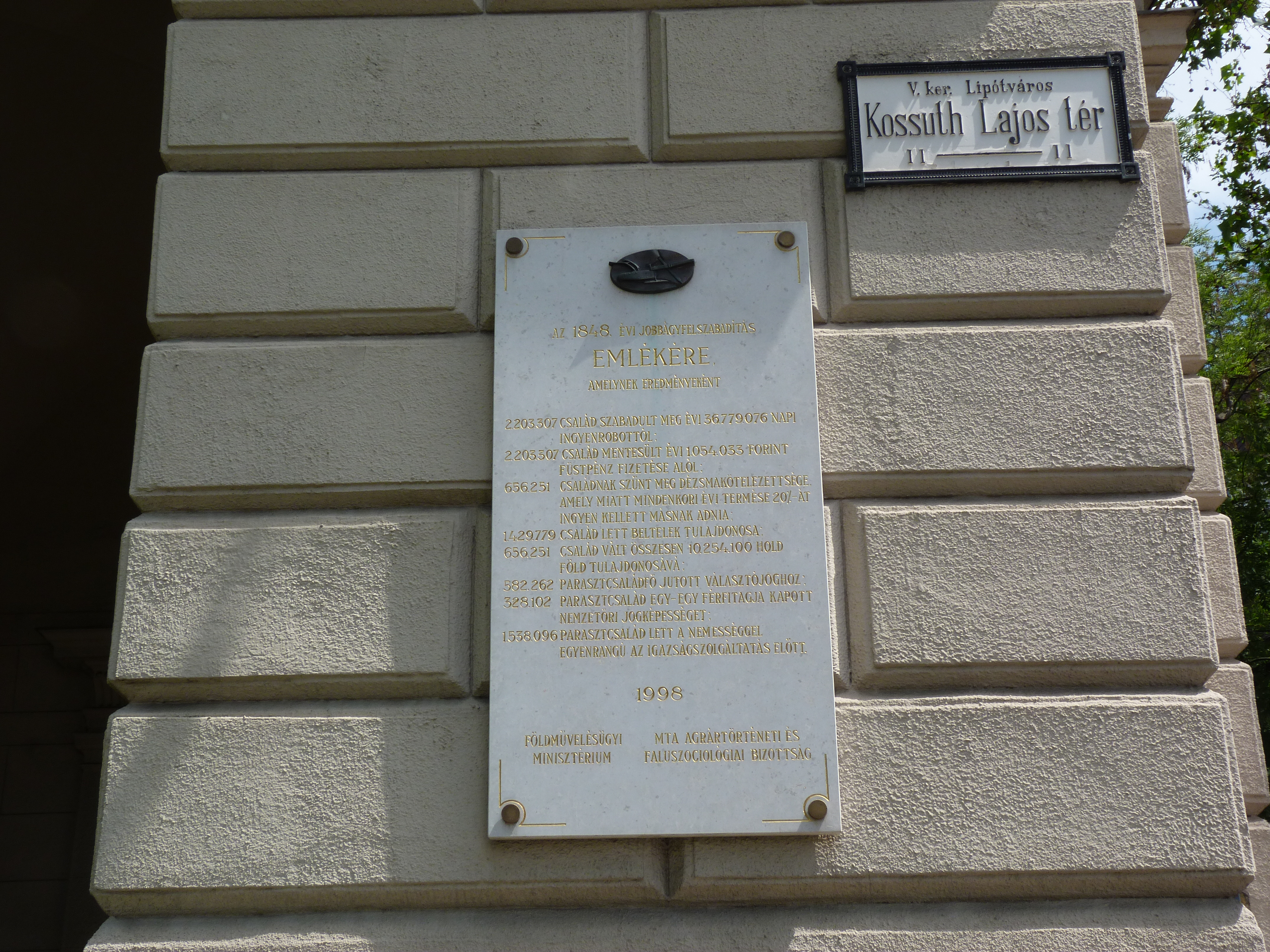
A jobbágyfelszabadítás emléklapja a budapesti Kossuth téren

A jobbágyfelszabadítás a jobbágyság intézményének felszámolását, az egész feudális jog- és tulajdonrendszer átalakulását jelentette. A jobbágy mentesült a földesurának korábban nyújtott termény- és pénzadótól, valamint egyéb szolgáltatásoktól (pl.: robot). A Magyar Királyságban a végleges jobbágyfelszabadítás az 1853. március 2-án császári nyílt paranccsal kiadott úrbéri pátenssel történt meg.

## Magyarországon
Magyarországon többször kérdés volt a jobbágyfelszabadítás, már a Rákóczi-szabadságharc óta. Széchenyi István Hitel című munkájában tárgyalja, hogy miért lenne szükség ezen intézkedésre. Az 1830-as évekre ugyanis nyilvánvalóvá vált, hogy a jobbágyság, mint rendszer nem működőképes. A jobbágyi robot nem hatékony, és a jobbágyfelszabadítással, bár a nemesség egy része jelentős mennyiségű földet is veszítene, mégis létrejönne egy szabad munkavállalói réteg, valamint ezt az ősiség törvényének eltörlésével kombinálva a magyar nemesség ismét vállalkozóvá válhatna, hiteleket kaphatna és az ország egy gyorsabb gazdasági növekedés és előremutató társadalmi változás útjára léphetne. Kossuth Lajos 1848. szeptember 19-én felolvasott követeléseiben is megfogalmazza a jobbágyfelszabadítást (kötelező örökváltság, állami kárpótlással). Érdekes, hogy bár ez megtörténik, a jobbágyok elégedetlenek maradnak, mert 60% közülük földdel nem rendelkező zsellér volt, akiken csak a földosztás segíthetett volna, viszont azt a kormány kijelentette, hogy erre csak és kizárólag a szabadságharc után kerülhet sor.
A jobbágyfelszabadítás azonban igen sok problémát nyitva hagyott, melyet végül a forradalom és szabadságharc leverése után, csak az 1853-as úrbéri pátens, illetve kárpótlási és földtehermentesítési parancs szabályozott. Az állami kárpótlásra végül sor került, de közel sem olyan mértékben, mint ahogyan arra a nemesség számított, csak késve és csak részletekben, így a kárpótlás nem teljesítette be a hozzá fűzött reményeket.